# Daulichaur
Daulichaur (nepalski: देउलीचौर) – gaun wikas samiti w zachodniej części Nepalu w strefie Seti w dystrykcie Bajhang. Według nepalskiego spisu powszechnego z 2011 roku liczył on 839 gospodarstw domowych i 5317 mieszkańców (2623 kobiety i 2694 mężczyzn).